# The Chili Con Carne Club
The Chili Con Carne Club is een Amerikaanse kortfilm uit 1993 geregisseerd door Jonathan Kahn. De hoofdrollen worden vertolkt door John Philbin en Kristy Swanson.

## Verhaal
De kortfilm beschrijft het leven in de "Chili Con Carne Club", een surrealistische mannelijke gevangenis met gevangenen van verschillende leeftijden en etnische achtergronden die allemaal gebrekkige relaties hebben gehad.

## Rolverdeling
| Acteur                  | Personage     |
| ----------------------- | ------------- |
| John Philbin            | Pete Connelly |
| Kristy Swanson          | Julie         |
| Martin Charles Warner   | Moe           |
| Kathleen Wilhoite       | Petes collega |
| John Bizarre            | Cruiser       |
| Mel Gibson              | Mel           |
| Alan Palo               | Leather       |
| Jeffrey Anderson-Gunter | Rasta Man     |
| Jonah Rooney            | Joey          |
| Kurt Sinclair           | Rob           |

## Prijzen en nominaties
1993 - American Independent Production Award
- Gewonnen: Beste regisseur (Jonathan Kahn)